# Volkskünstler der UdSSR

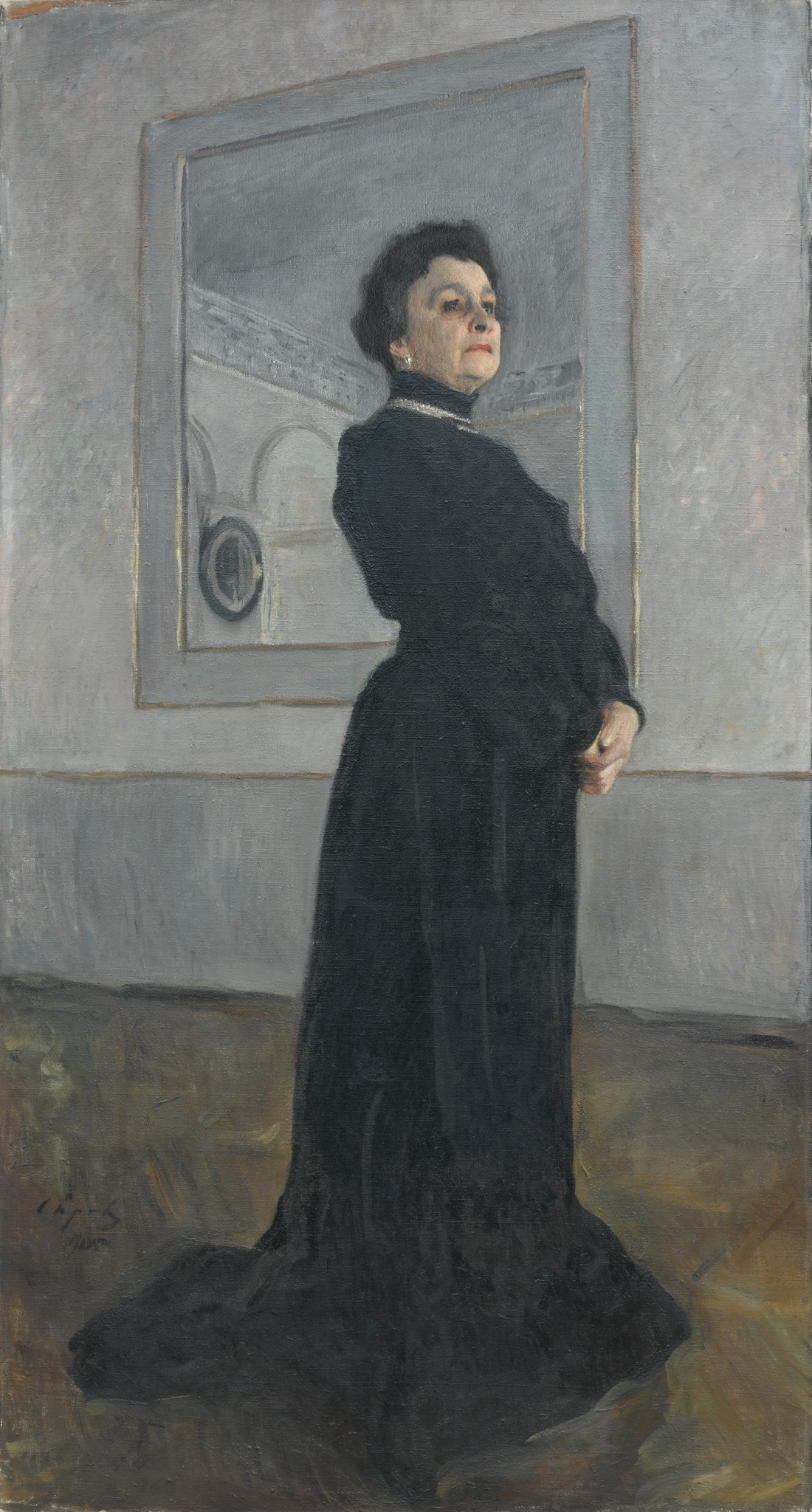
Marija Jermolowa, die erste Volkskünstlerin der Republik, Gemälde von Walentin Serow.

Volkskünstler der UdSSR war ein Ehrentitel, der Bürgern der Sowjetunion verliehen wurde.

## Bezeichnungen und Bedeutung
Der Begriff wird verwendet, um zwei eigentlich verschiedene Auszeichnungen aus dem Russischen zu übersetzen: Die Auszeichnung Народный артист СССР (Narodny artist SSSR), die in den Darstellenden Künsten verliehen wurde und die Auszeichnung Народный художник СССР (Narodny chudoschnik SSSR, etwa: Volksmaler der UdSSR), welche Bildende Künstler erhielten.
Als Vorstufe wurde der Titel Verdienter Künstler der UdSSR (заслуженный артист СССР resp. заслуженный художник СССР) vergeben.
Auch die einzelnen Unionsrepubliken und Autonomen Republiken, hatten vergleichbare Auszeichnungen, die ebenfalls meist als Vorstufe zur Ehrung in der Gesamtunion vergeben wurden.
- Russische SFSR Народный артист РСФСР (Volkskünstler der RSFSR)
- Aserbaidschanische SSR Азәрбајҹан ССР халг артисти
- Estnische SSR Eesti NSV rahvakunstnik
- Georgische SSR საქართველოს სსრ სახალხო არტისტი
- Kasachische SSR Қазақ КСР-ң халық әртісі
- Kirgisische SSR Кыргыз ССР эл артисти
- Moldawische SSR артист ал попорулуй дин РСС Молдовеняскэ
- Lettische SSR Latvijas PSR Tautas mākslinieks
- Litauische SSR Lietuvos TSR liaudies artistas
- Ukrainische SSR Народний артист Української РСР
- Weißrussische SSR Народны артыст Беларускай ССР

Sofija Rotaru beispielsweise wurde 1973 Verdiente Künstlerin der Ukrainischen SSR, 1976 Volkskünstlerin der Ukrainischen SSR, 1983 Volkskünstlerin der Moldawischen SSR und schließlich 1988 Volkskünstlerin der UdSSR.
Die Auszeichnungen wurden von staatlicher Seite vergeben und waren mit Privilegien und Geldmitteln verbunden. Neben der Bewertung der künstlerischen Arbeit des Geehrten spielte dessen linientreues Verhalten für die Vergabe eine wesentliche Rolle. Künstlern und Autoren, die Kritik an der KPdSU übten, wurden selten Ehrungen zuteil.

## Darstellende Künste
Der Titel Narodny artist SSSR wurde für außergewöhnliche Leistungen in den Darstellenden Künsten vergeben. Die Laureaten umfassen die herausragendsten Komponisten, Tänzer, Sänger und Regisseure jeder Republik. Insgesamt wurde die Auszeichnung 1006 Mal vergeben.
Sie wurde 1936 eingeführt und löste die ältere Auszeichnung Volkskünstler der Republik ab, deren erste Empfängerin die Schauspielerin Marija Jermolowa gewesen war. Bei den letzten ausgezeichneten Personen handelt es sich um Oleg Jankowski und Sofija Piljawskaja.
Ursprünglich galten nur Theaterschauspieler, Balletttänzer und Opernsänger als laudabel. Nach und nach kamen auch Filmschauspieler (z. B. Ljubow Orlowa), Komponisten (z. B. Dmitri Schostakowitsch), Popsänger (z. B. Leonid Utjossow), Komödianten (z. B. Arkadi Raikin) und Clowns (wie Oleg Popow) hinzu.
Üblicherweise erfolgte eine Auszeichnung zum Volkskünstler der UdSSR frühestens im Alter von 40 Jahren. Ausnahmen wurden für Ballett-Künstler gemacht. So erhielt Nadeschda Pawlowa den Titel bereits mit 28 Jahren. Bei den Schauspielern war Sergei Bondartschuk mit 32 Jahren der jüngste, bei den Schauspielerinnen die Schwiegertochter von Juri Andropow Ljudmila Tschursina mit 40.

## Bildende Künste
Der Titel Narodny chudoschnik SSSR wurde für außergewöhnliche Leistungen in den Bildenden Künsten vergeben: Geehrt wurden Maler, Bildhauer, Zeichner und Fotografen.

## Andere mit Auszeichnungen bedachte Berufe
- Architektur: Народный архитектор СССР (Verdienter Architekt des Volkes der UdSSR)
- Bildung: Народный учитель СССР (Volkslehrer der UdSSR)
- Medizin: Народный врач СССР (Volksarzt der UdSSR)